# Ascensió de Jesús

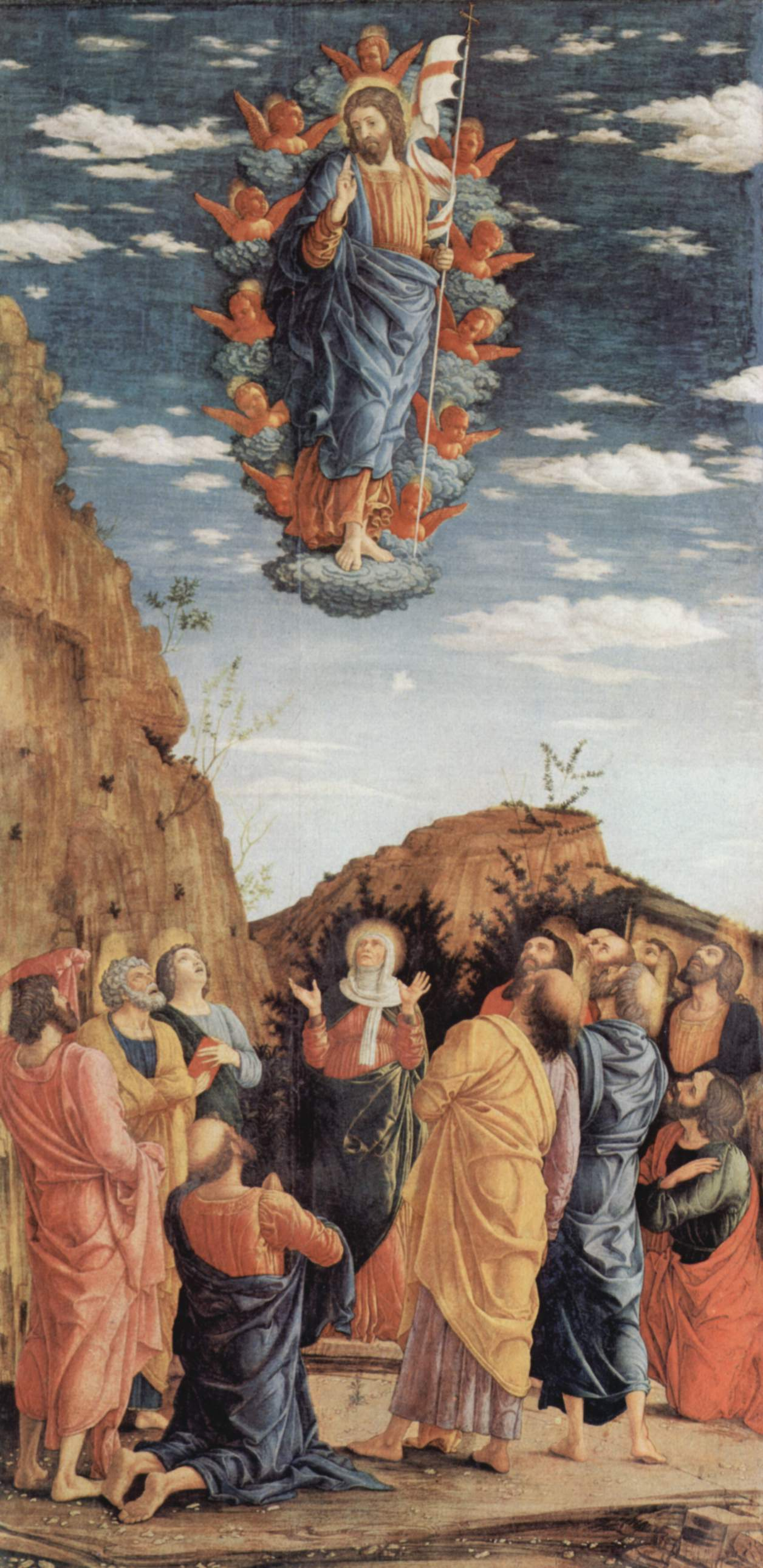
L'ascensió de Jesús d'Andrea Mantegna

L'ascensió de Jesús és una expressió de les primeres comunitats cristianes, que fa referència a la glorificació que segons la Bíblia va rebre Jesús de Natzaret després de la seva mort, de mans de Déu Pare. La tradició jueva, mantenia el símbol que el cel era com la morada de Déu, simbologia que fou adoptada pel cristianisme. L'ascensió al cel és el símbol que Jesús és investit de la divinitat de Déu.

## Antic Testament
Dins l'Antic Testament, tenim els exemples del patriarca Henoc i el profeta Elies.
Gènesi 5:23,24 : Henoc visqué en total tres-cents seixanta-cinc anys. Henoc vivia amb Déu, i desaparegué, perquè Déu se'l va endur.

## Evangelis
L'Evangeli segons Lluc ens descriu l'ascensió de Jesús:
"Després se'ls endugué fins a prop de Betània i, tot alçant les mans, els beneí. I mentre els beneïa, se separà d'ells, i era endut cap al cel". Lluc 24:50-51.
Els Fets dels Apòstols ens descriu l'ascensió de la següent manera:
Un cop hagué dit això, a la vista d'ells, s'enlairà i un núvol el sostragué als seus ulls. S'estaven mirant encara fixament al cel, mentre ell se n'anava, que se'ls presentaren dos homes amb vestidures blanques, i els digueren: «Galileus, ¿Per què us esteu mirant el cel? Aquest Jesús que ha estat endut d'entre vosaltres cap al cel, vindrà de la mateixa manera que l'heu contemplat anant-se'n cap al cel»  Fets dels Apòstols 1:9-11
Els evangelis són contradictoris a l'hora d'especificar el lloc de l'ascensió de Jesús.
1. Segons Mateu (28:16-20), Jesús deixa als seus deixebles a Galilea, en la muntanya. I no es parla de cap ascensió.
2. Per Marc (16:6-20) hi ha una ascensió però no diu a on.
3. Segons Lluc (24,50-53), hi ha una ascensió però aquest cop a Betània (Judea), a prop de Jerusalem.
4. Per Joan (21:1-5) Jesús deixa els seus deixebles a Galilea, però no en una muntanya sinó a la vora del llac de Tiberíades i no hi ha cap ascensió.
5. Segons el Fets dels Apòstols (1:9 i 12) Jesús deixa els seus deixebles a la muntanya de les Oliveres a prop de Jerusalem.

Referent als dies en què Jesús va estar a la terra després de la seva resurrecció en el sepulcre, Lluc, deixeble de Pau que redactà el llibre dels Fets dels Apòstols (1,1-11), ens parla que Jesús va estar quaranta dies en companyia dels seus deixebles.